# Tangara arthus
La tangara dorada (en Perú, Colombia y Venezuela) (Tangara arthus), también denominada grano de oro (en Ecuador) o tangara pechicastaña, es una especie de ave paseriforme de la familia Thraupidae, perteneciente al numeroso género Tangara. Algunos autores sostienen que el grupo de subespecies T. arthus aurulenta se trata de una especie separada. Es nativa del norte, noroeste y oeste de América del Sur.

## Distribución y hábitat
La subespecie nominal es endémica de Venezuela, donde se distribuye desde los Andes del oeste (Mérida), hacia el este por las montañas del norte y la cordillera de la Costa hasta Miranda. El grupo de subespecies agrupado en aurulenta se distribuye desde el extremo noroeste de Venezuela, hacia el sur por las tres cadenas de los Andes colombianos, en ambas pendientes de Ecuador, este de Perú, hasta el oeste de Bolivia (oeste de Santa Cruz).
Esta especie generalmente es común en sus hábitats naturales: los bosque húmedos montanos y sus bordes, entre los 900 y los 2000 m de altitud, más numerosa por debajo de los 1500 m.

## Descripción
En promedio mide 13,5 cm de longitud y pesa 22 g. La corona, frente, zona loreal, cuello, pecho y abdomen color amarillo dorado, las alas con franjas negras, rectrices y alrededor del pico y la orejas de color negro. La subespecie T. a. arthus presenta una banda color castaño cruzando el pecho, vientre y la cara inferior de las alas. La subespecie T. a. aurulenta es color amarillo más claro.

## Alimentación
Su dieta está conformada por insectos que busca en las ramas de los árboles y frutos, principalmente bayas y melastomáceas.

## Sistemática

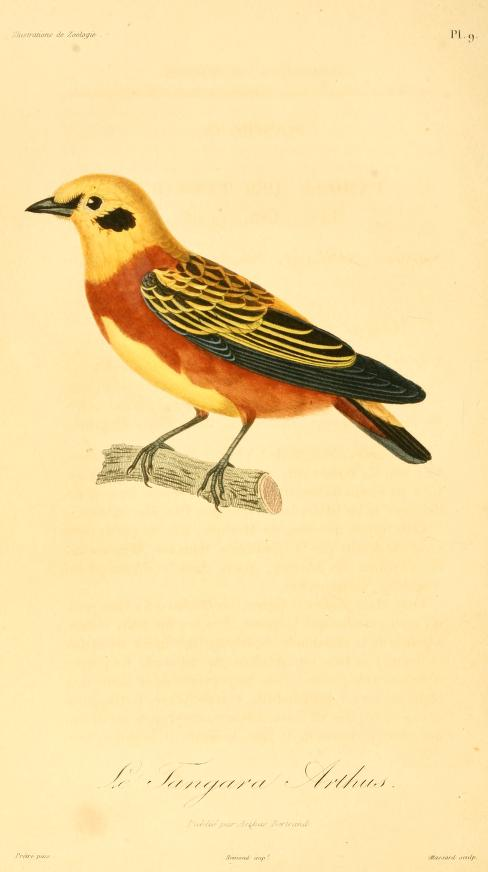
Tangara arthus, ilustración en Lesson Illustrations de zoologie ou recueil de figures d'animaux, peintes d'après nature, 1831.

### Descripción original
La especie T. arthus fue descrita por primera vez por el ornitólogo francés René-Primevère Lesson en 1832 bajo el mismo nombre científico; su localidad tipo es: «Caracas, Venezuela».

### Etimología
El nombre genérico femenino Tangara deriva de la palabra en el idioma tupí «tangará», que significa «bailarín» y era utilizado originalmente para designar una variedad de aves de colorido brillante; y el nombre de la especie «arthus» conmemora al editor francés Arthus Bertrand (fl. 1832).

### Taxonomía

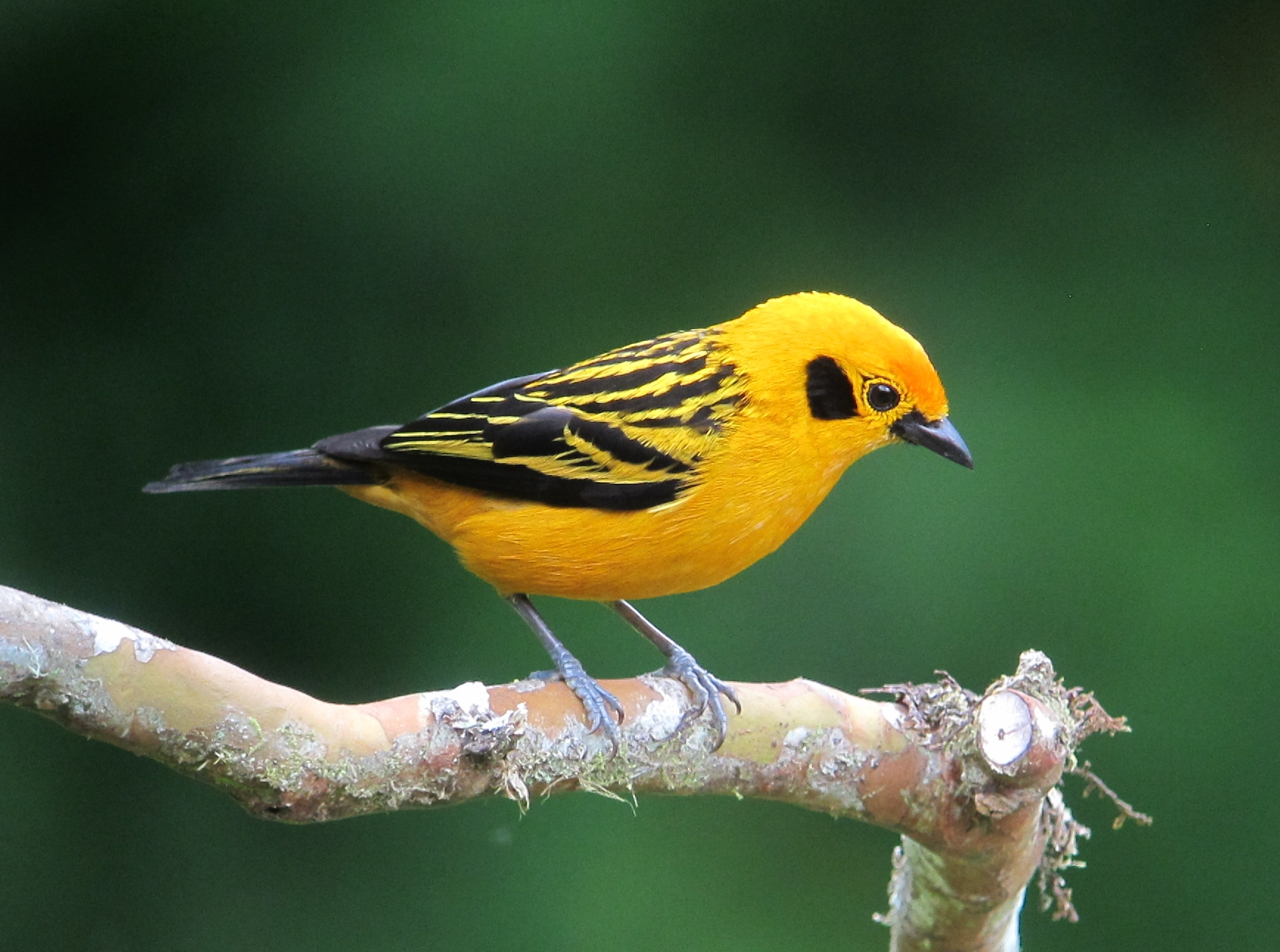
Tangara arthus occidentalis

Los amplios estudios filogenéticos recientes demuestran que la presente especie es hermana del par formado por Tangara icterocephala y T. florida.
Las clasificaciones Aves del Mundo (HBW) y Birdlife International (BLI) consideran al grupo de subespecies T. arthus aurulenta/pulchra como una especie separada, que conservaría el nombre de tangara dorada Tangara aurulenta, mientras que la presente se denominaría tangara pechicastaña y sería monotípica; con base en diferencias de plumaje y morfométricas. Esta separación no es seguida todavía por otras clasificaciones.

### Subespecies
Según las clasificaciones del Congreso Ornitológico Internacional (IOC) y Clements Checklist/eBird v.2019 se reconocen nueve subespecies, con su correspondiente distribución geográfica:
- Grupo monotípico arthus: 
  - Tangara arthus arthus Lesson, 1832 – montañas del norte de Venezuela (Táchira hasta Lara, Falcón y Miranda).

- Grupo politípico aurulenta: 
  - Tangara arthus occidentalis Chapman, 1914 – Andes occidentales y centrales de Colombia (Antioquia hasta Nariño).
  - Tangara arthus aurulenta (Lafresnaye), 1843 – del norte de Venezuela al centro de Colomobia (alto valle del Magdalena).
  - Tangara arthus palmitae Meyer de Schauensee, 1947 – pendiente occidental de los Andes orientales de Colombia (sur de Magdalena).
  - Tangara arthus sclateri (Lafresnaye), 1854 – ambas pendientes de los Andes orientales de Colombia.
  - Tangara arthus goodsoni Hartert, 1913 – oeste subtropical de Ecuador.

- Grupo politípico pulchra:  
  - Tangara arthus aequatorialis (Taczanowski & Berlepsch), 1885 – este de Ecuador y norte de Perú.
  - Tangara arthus pulchra (Tschudi), 1844 – centro de Perú ((Chachapoyas hasta Chanchamayo).
  - Tangara arthus sophiae (Berlepsch), 1901 – sureste de Perú (Cuzco y Puno) al noroeste de Bolivia.